# Petrus Magni (1553–1643)
Petrus Magni, född 1553 i Småland, död 29 mars 1643, var en svensk präst.

## Biografi
Petrus Magni föddes 1553 i Småland. Han prästvigdes 1583 till komminister i Ringarums församling och blev 1617 kyrkoherde i församlingen. Petrus Magni slutade tjänsten som kyrkoherde 1640 och hans måg Jonas Petri blev samma år kyrkoherde i församlingen. Han avled 1643.

### Familj
Petrus Magni gifte sig 1583 med Anna Knutsdotter, dotter av kyrkoherden Canutus Joannis Trelogius i Ringarums församling. De fick tillsammans barnen Sophia Petrusdotter som var gift med kyrkoherden Jonas Petri i Ringarums församling och kyrkoherden Carolus Svenonis i Ringarums församling, Emerentia Petrusdotter som var gift med kyrkoherden Israel Wongorosander i Vånga församling och Catharina Petrusdotter som var gift med kyrkoherden Ericus Martini Lithander i Gryts församling.